# Александр Попов (фильм)
«Александр Попов» — советский биографический фильм 1949 года.

## Сюжет
Биографический фильм о жизни и деятельности выдающегося российского физика-электротехника, первого российского радиотехника, изобретателя в области радиосвязи Александра Степановича Попова.
К Попову приходит Петр Рыбкин (актёр Александр Борисов), который работает над электромагнитной теорией света. Вместе они проводят эксперименты, в результате которых открывают беспроволочный телеграф. Этим изобретением они спасают жизни застрявших во льдах моряков на корабле под руководством адмирала Макарова (актёр Константин Скоробогатов).
Однако все развивается не так просто и безоблачно. В жизни ученого встречаются не только друзья и соратники. Вокруг науки всегда околачиваются недобросовестные личности, которые живут по закону: «кто успел, тот и съел». Патент на изобретение приобрел Маркони. Россия вынуждена была долгое время приобретать аппараты за границей. Попову иностранцы предложили лабораторию. Он оказался патриотом. Именно потому, что ученые обладают не только талантом, но и высокими моральными принципами, они вызывают у нас восхищение и уважение.

## В ролях
- Николай Черкасов — Александр Степанович Попов
- Ксения Благовещенская — Раиса Алексеевна, жена Попова
- Александр Борисов — Пётр Николаевич Рыбкин
- Константин Скоробогатов — адмирал Степан Осипович Макаров
- Юрий Толубеев — Фёдор Фомич Петрушевский
- Владимир Честноков — Геннадий Андреевич Любославский
- Бруно Фрейндлих — Гульельмо Маркони
- Осип Абдулов — Айзекс, биржевой делец
- Виталий Полицеймако — инженер-электрик Лемке
- Леонид Вивьен — адмирал Павел Петрович Тыртов
- Александр Мазаев — вице-адмирал
- Александр Лариков — командир транспортного судна «Европа»
- Владимир Таскин — Иван Николаевич Дурново, министр внутренних дел
- Илья Судаков — Дмитрий Иванович Менделеев
- Ефим Копелян — маркиз Соляри
- Борис Дмоховский — капитан Дэвис
- Павел Панков — Семён Яковлевич, ученик Попова
- Михаил Ладыгин — студент, ученик Попова

## Съёмочная группа
- Автор сценария — Александр Разумовский
- Режиссёры — Герберт Рапопорт, Виктор Эйсымонт
- Операторы — Анатолий Назаров, Евгений Шапиро
- Художник — Исаак Махлис
- Композитор — Юрий Кочуров

## Награды
- Сталинская премия II степени (1951 год, награждены режиссёры Герберт Раппапорт и Виктор Эйсымонт, операторы Анатолий Назаров и Евгений Шапиро, актёры Николай Черкасов, Бруно Фрейндлих, Александр Борисов и Константин Скоробогатов)